# Nicolaj Ritter
Nicolaj Ritter (Brovst, 8 maggio 1992) è un calciatore danese, difensore del Fredericia.

## Carriera

### Club
Il 31 gennaio 2018 viene acquistato a titolo definitivo dalla squadra danese del Vejle.

### Nazionale
Ha giocato numerose partite con le varie nazionali giovanili danesi.

## Palmarès

### Club

#### Competizioni nazionali
- 1. Division: 1

Silkeborg: 2013-2014